# (469987) 2006 HJ123
(469987) 2006 HJ123, também escrito como (469987) 2006 HJ123, é um objeto transnetuniano (TNO) que está localizado no Cinturão de Kuiper, uma região do Sistema Solar. Este corpo celeste é classificado como um plutino, pois, o mesmo está em uma ressonância orbital de 2:3 com o planeta Netuno. Ele possui uma magnitude absoluta de 5,7 e tem um diâmetro estimado com 283 km. O astrônomo Mike Brown lista este objeto em sua página na internet como um candidato a possível planeta anão.

## Descoberta
(469987) 2006 HJ123 foi descoberto no dia 27 de abril de 2006 pelo astrônomo Marc W. Buie.

## Órbita
A órbita de (469987) 2006 HJ123 tem uma excentricidade de 0,301 e possui um semieixo maior de 39,533 UA. O seu periélio leva o mesmo a uma distância de 27,629 UA em relação ao Sol e seu afélio a 51,437 UA.